# St. Martin im Innkreis
St. Martin im Innkreis est une commune autrichienne du district de Ried en Haute-Autriche.

## Histoire

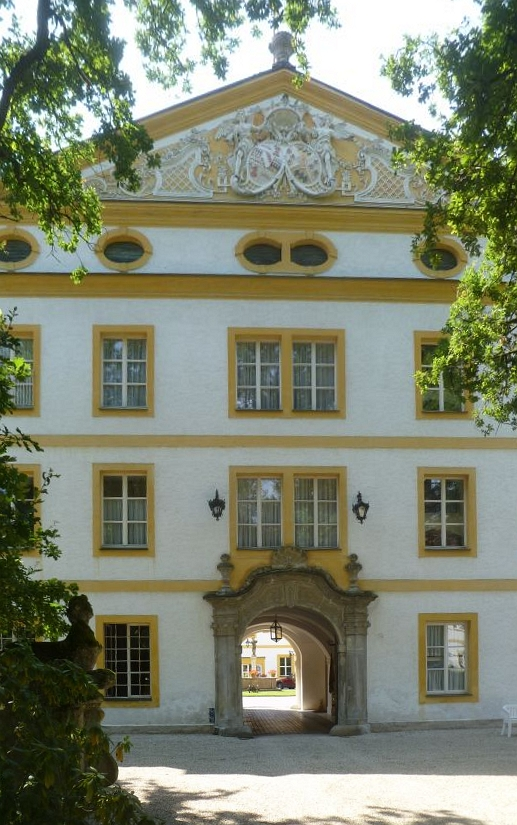
Le château des comtes d'Arco